# Breutelia rhythidioides
Breutelia rhythidioides är en bladmossart som beskrevs av Theodor Carl Karl Julius Herzog 1934. Breutelia rhythidioides ingår i släktet gullhårsmossor, och familjen Bartramiaceae. Inga underarter finns listade i Catalogue of Life.